# DJK/MJC Trier
Dernière mise à jour : nov. 2014.
Le DJK/MJC Trier est un club de handball situé à Trèves en Rhénanie-Palatinat.

## Palmarès

### Équipe féminine
compétitions internationales
- demi-finaliste de la Coupe Challenge en 2003

compétitions nationales
- Champion d'Allemagne en 2003

## Joueuses historiques
- Anja Althaus
- Maren Baumbach
- Maike März
- Silke Meier
- Alexandra Meisl
- Swetlana Mosgowaja
- Nadja Nadgornaja
- Laura Steinbach